# ホットラテンナイト
ホットラテンナイト（HOT LATIN NIGHTS）は、東京ディズニーシーで2003年7月18日から同年8月31日に開催された夜のスペシャルイベントである。

## 概要
夏の夜のイベントであり、以下に挙げる3つのエンターテイメントは、いずれも18時以降に開催された。期間中、ロストリバーデルタのレストラン、ショップの外壁は、エンターテイメントのポスターなどで飾られた。
なお、開催期間中、昼間にはメディテレーニアンハーバーで『アリエルのシーサイドトレジャー』も開催していた。

## エンターテイメント

### “フィエスタ・ノーチェ”ストリートパーティー
公演場所ハンガーステージ斜め前の路上
公演時間
公演回数1日3回
“フィエスタ・ノーチェ”ストリートパーティー("Fiesta Noche" Street Party)は、ユカタン・ベースキャンプグリル周辺からプロメテウス火山側の道路を、ダンサーとバンドが音楽を演奏しながら徒歩でミニパレードを行い、ハンガーステージ入り口をやや過ぎた辺りで、停止し、ダンスショーを繰り広げる。ダンスショーには、グーフィーやチップとデールも登場した。

### ロス・トレス・アミーゴス
公演場所ミゲルズ・エルドラド・キャンティーナ特設屋外ステージ
公演時間
公演回数1日3回
ロス・トレス・アミーゴス(LOS TRES AMIGOS)は、ミゲルズ・エルドラド・キャンティーナ特設屋外ステージで行われたライヴショー。ガイドなどでは音楽ジャンルはマリアッチと紹介された。
出演は、ロス・3・アミーゴス(Los 3 Amigos)。

### ムジカ・デ・ロストリバー
公演場所ユカタン・ベースキャンプ・グリル特設ステージ
公演時間
公演回数1日3回
ムジカ・デ・ロストリバー(MUSICA DE LOST RIVER)は、ユカタン・ベースキャンプ・グリル特設ステージで行われたライヴショー。サルサを演奏するバンド、ボーカルにダンサーが加わり、ゲストも交えてダンスを行う。
「Zip-a-Dee-Doo-Dah」、「星に願いを」といったディズニーソングのサルサアレンジなども演奏された。

## 入園プレゼント
2003年7月18日から7月20日の3日間に入園した人には、「HOT LATIN NIGHTS」のロゴが入ったピンバッジのプレゼントがあった。デザインは同じだが、配色が日替わりとなっていた。